# Wagowo
Wagowo – wieś w Polsce położona w województwie wielkopolskim, w powiecie poznańskim, w gminie Pobiedziska przy drodze wojewódzkiej nr 434.
| SIMC    | Nazwa    | Rodzaj    |
| ------- | -------- | --------- |
| 0593371 | Wiśniewo | część wsi |

W latach 1975–1998 miejscowość administracyjnie należała do województwa poznańskiego.